# Brian’s Play
Brian’s Play («Пьеса Брайана») — десятая серия одиннадцатого сезона мультсериала «Гриффины». Премьерный показ состоялся 13 января 2013 года на канале FOX

## Сюжет
Брайан создаёт постановку на сцене театра. Его пьеса «Временное увлечение» имеет огромный успех. На следующее утро после премьеры Гриффины, собравшись за завтраком, читают рецензии на постановку, которые оказываются очень и очень положительными. Брайан доволен этим успехом: он посещает бар, где чувствует себя настоящей знаменитостью.
Тем временем Стьюи пишет свою собственную пьесу, Брайан поначалу смешно воспринимает этот факт. Однако, вернувшись из бара вечером, Брайан находит на диване оконченную пьесу Стьюи, на которой написано «Пожалуйста, прочитай меня». И Брайан читает. Он просто в восторге от произведения, после её прочтения он осознаёт, что гений Стьюи гораздо больше его собственного.
В разочаровании, Брайан обращается за советом к своему кузену Джасперу, который советует ему сказать Стьюи, что пьеса отвратительна. Брайан так и делает, однако, узнав, что Стьюи намеревается отправить свою работу в Нью-Йорк, решает уничтожить работу. На следующее утро Стьюи всё-таки находит свою пьесу закопанной на заднем дворе, злится на Брайана, но всё равно приглашает его поехать с ним вместе на премьеру своей пьесы на Бродвей. Надев усы, одевшись «по-взрослому» и взяв себе псевдоним, Стьюи едет на встречу с известными писателями. Брайан тоже пытается завести диалог с ними, рассказывает, что он также писатель, но в ответ узнаёт о том, что критики были на премьере «Временного увлечения» и они считают, что это отвратительнейшая работа, смотреть на которую было тошно. Услышав много неприятных слов в свой адрес, Брайан сбегает со встречи. Стьюи находит его на улице Нью-Йорка с бутылкой в руках. Брайан говорит Стьюи:
«…мы нечасто говорим о собачьих годах, я бы просто хотел, чтобы ты подождал с обнаружением у себя таланта, пока я не умру (…) у тебя будет ещё 70 лет на то, чтобы быть великим, а мне бы хотелось всего пять на то, чтобы быть хорошим…»
Стьюи и Брайан некоторое время сидят вместе. Вскоре начинается премьера спектакля Стьюи, однако, он просто отвратителен: зрители выбегают из театра, выкрикивая нехорошие слова о работе. Брайан в недоумении — что случилось с гениальной работой Стьюи? Выясняется, что последний специально изменил «пару вещей». Брайан благодарит Стьюи, они вместе идут по улице Нью-Йорка, но в последний момент их уносит гигантская птица.

## Рейтинги
- Рейтинг эпизода составил 3.2 среди возрастной группы 18-49 лет.
- Серию посмотрело порядка 6.01 миллиона человек.
- Серия стала первой по просматриваемости в ту ночь «Animation Domination» на FOX, победив по количеству просмотров новые серии «Шоу Кливленда», «Американского Папаши!» и «Симпсонам».[1]

## Критика
Кевин МакФарланд поставил эпизоду оценку A-, дал свой комментарий относительно эпизода, говоря о правильности развития сюжетной линии работ Брайана, который все это время был непризнан окружающими. Юмор про бизнес, работу добавляют пикантности эпизоду, однако, стандартные вставки с классическим юмором «Гриффинов» мешает развитию главной сюжетной линии.